# Lojze Bratuž
Lojze Bratuž, italianizzato in Luigi Bertossi (Gorizia, 17 febbraio 1902 – Gorizia, 16 febbraio 1937), è stato un compositore, organista e maestro di cappella sloveno.
Morto per le conseguenze di un'aggressione squadrista, è ricordato come martire sloveno del fascismo.

## Biografia
Nacque da una famiglia slovena di Podgora, allora comune autonomo e oggi frazione di Gorizia, città che a sua volta apparteneva all'Austria-Ungheria. Compì gli studi nelle scuole slovene della città e si dedicò alla carriera musicale.
Dopo l'unione della Contea di Gorizia e Gradisca al Regno d'Italia, nel 1918, al termine della Grande guerra (ratificata con il Trattato di Rapallo del 1920), Bratuž rimase fedele alla sua origine slovena sottraendosi al successivo processo di italianizzazione delle minoranze slave della Venezia Giulia intrapreso dai fascisti. In quegli anni era insegnante di canto in un coro del villaggio di San Martino di Quisca (in sloveno Šmartno) nel Collio Goriziano e, più tardi, nel Seminario minore della città. Nel 1929 venne incarcerato per un breve periodo di tempo dalle autorità fasciste con l'accusa di attività anti-italiane. Nel 1930 fu nominato supervisore dei cori di chiesa del goriziano da Francesco Borgia Sedej, arcivescovo di Gorizia. Diresse diversi cori sloveni di chiesa (gli unici cori in lingua slovena consentiti dalle autorità) nel Collio, nella valle del Vipacco e nella valle dell'Isonzo.
Il 27 dicembre 1936 nel sobborgo di Podgora un gruppo di fascisti rapì Bratuž, che da poco aveva terminato la direzione di un coro in lingua slovena durante la messa. Venne portato in un vicino edificio dove subì un brutale pestaggio e fu costretto a bere olio di ricino miscelato con olio di motore. In seguito a tale aggressione morì, dopo un mese, nell'ospedale di Gorizia. Pochi giorni prima della sua morte i suoi sostenitori, riuniti sotto la finestra dell'ospedale, cantarono una canzone slovena e poi fuggirono prima di venire arrestati.
Nel corso della sua vita Bratuž adattò per coro diversi brani musicali. Oggi un coro misto e un centro culturale sloveno di Gorizia portano il suo nome.
Era sposato con la maestra e poetessa Ljubka Šorli. La loro figlia Lojzka Bratuž divenne una nota docente universitaria, presso l'ateneo di Udine, e attivista nelle organizzazioni della minoranza slovena in Italia.